# Finfjällig honungsskivling
Finfjällig honungsskivling (Armillaria cepistipes) är en svampart som beskrevs av Velen. 1920. Finfjällig honungsskivling ingår i släktet Armillaria och familjen Physalacriaceae.  Arten är reproducerande i Sverige. Inga underarter finns listade i Catalogue of Life.

## Bildgalleri

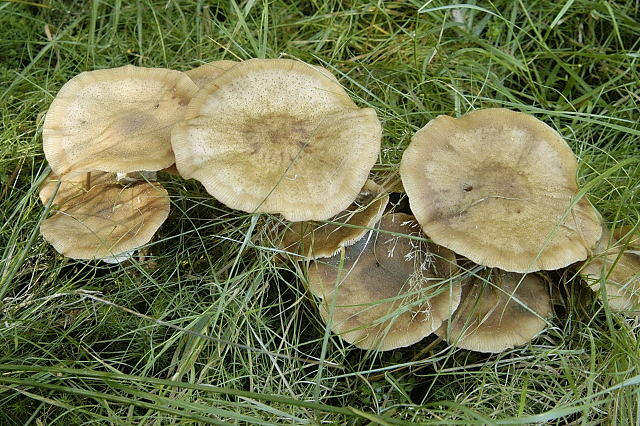